# ジョディ・クリストファーソン
ジョディ・クリストファーソン（Jody Ray Kristofferson、1985年5月21日 - ）はアメリカ合衆国のプロレスラー。ハワイ州マウイ島出身。
父はカントリーシンガーとして知られるクリス・クリストファーソン。

## 来歴

### インディー団体
2008年、カリフォルニア州を拠点とするインディー団体であるAPW（All Pro Wrestling）にてプロレスラーになるためにトレーニングを開始。同年11月8日にプロレスラーデビューを果たす。デビュー後、APWを中心にNAW（North American Wrestling）やBTW（Big Time Wrestling）といったカリフォルニアを拠点とする団体に参戦。
2010年より父親のクリスがテキサス州出身である事をあやかってカウボーイギミックへと変更。APWに所属していたテキサス州出身のダルトン・フロストとソンズ・オブ・テキサスなるタッグチームを結成して活動。2011年6月4日、VPW（Vendetta Pro Wrestling）にてギャングレルとシングルマッチを行うが敗戦した。2012年1月14日、APWにてAPWユニバーサルヘビー級王座挑戦権獲得バトルロイヤルに出場して優勝し、同日に王者であるジェックルズ・ザ・ジェスターに挑戦して勝利し、ベルトを獲得した。

### WWE
2012年1月16日、WWEとディベロップメント契約を交わして入団。傘下団体であるFCW（Florida Championship Wrestling）にてギャレット・ディラン（Garrett Dylan）のリングネームでトレーニングを開始。3月3日、ハウスショーにてダンテ・ダッシュとタッグを組んでブラッド・マドックス & コリー・グレイブスとの試合にてデビューするが勝利を飾れなかった。デビューしてからしばらくの間、ハウスショーを中心に活動していたが4月26日、FCW TVに初出場し、ジロー、アレクサンダー・ルセフと組んでCJパーカー & ジェイソン・ジョーダン & マイク・ダルトンと対戦するも敗戦した。6月14日、NXTに初出場し、ダンテ・ダッシュと組んでジ・アセンションと対戦するが敗戦した。8月にはFCWが新人発掘番組であるNXTと統合した新生NXTに移行。同月9日、NXTにてダミアン・サンドウと対戦したのを最後に約1年間トレーニングに励んだ。
2013年4月19日、NXTハウスショーにて久々に出場。スコット・ドーソンとアメリカ南部出身のタッグチーム、サウザナーズ（Southerners）を結成してシルベスター・ルフォーをマネージャーに従えてタッグ戦線に乗り込む。6月26日、NXTにてNXTタッグ王座コンテンダーシップにてカシアス・オーノ & コリー・グレイブスと対戦するが敗戦し、挑戦権を獲得するに至らなかった。ドーソンとの連携などは良好だったものの、後にスキットが行われないままタッグは解消されて出場機会を失い、8月9日にWWEから解雇となった。

### インディー団体
WWE解雇後、2013年11月8日に古巣であるAPWのイベント、ローランド・アレクサンダー・メモリアルショーに出場してオープンランブルマッチ、そしてデーブ・ドゥトラと組んでピンク・ミンク・インク（マット・カルロス & リック・ラクリー）と対戦して勝利し、試合後にWWEに復帰する予定である事をマイクアピールした。

### WWE
2014年1月24日、WWEと再契約を交わし入団。WWEパフォーマンスセンターにてトレーニングを再開。4月よりNXTにてアダム・ローズのパーティーグループ、ローズバズの一員としてキャプテン・コミック（Captain Comic）なるマスクマンでセグメントに参加。5月1日にはアダム・ローズ vs ダニー・バーチの試合後にカマーチョから襲撃されてしまい、同月8日にはカマーチョと遺恨戦を挑むも簡単に撃退されてしまった。6月19日にはギャレット・ディランとして出場し、モジョ・ローリーとの試合にて復帰戦を行うも敗戦した。NXT Liveでも出場機会に恵まれたものの、7月31日にWWEから2度目となる解雇通告を受けた。

### インディー団体
WWE再解雇後、2014年8月9日、FIP（Full Impact Pro）に本名名義で出場。ゼイン・ライリーと対戦して勝利した。9月5日、FIPにて行われたFIPトリオ王座争奪トーナメントにてマックスウェル・シカゴ & リット・ギディンスとビッグ・クラシー・カントリー（Big Classy Country）なるユニットを結成して出場。準決勝にてザ・サブミッション・スクアッド（エヴァン・ジェリスティコ & ゲーリー・ジェイ & ピエール・アバーナシー）と対戦するが敗戦した。

## 獲得タイトル
APW
- APWユニバーサルヘビー級王座 : 1回

## 入場曲
- Down South